# Tanah Lot

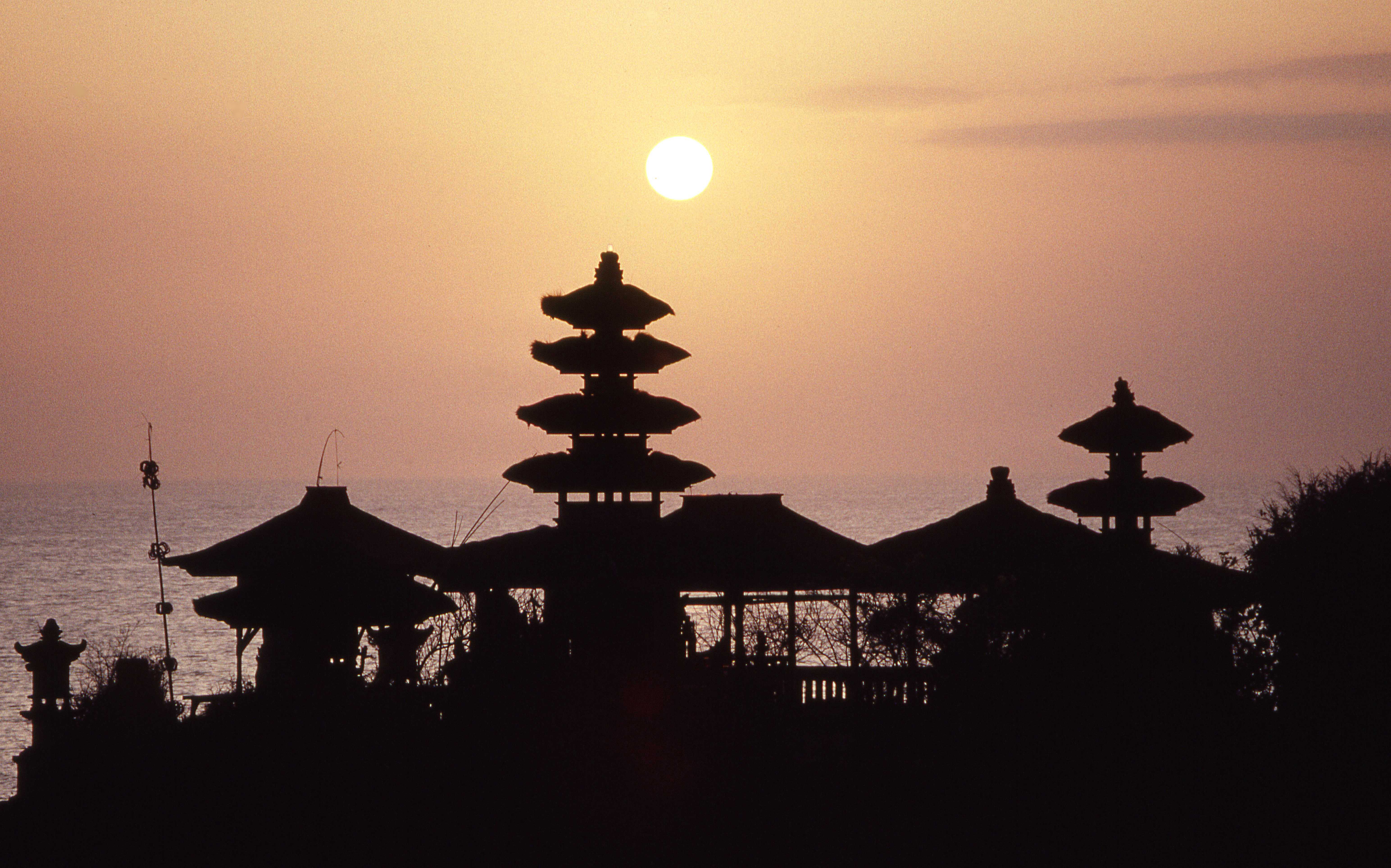
Perfil do templo ao por do sol

Tanah Lot é uma formação rochosa junto à costa sul da ilha do Bali, na Indonésia. O rochedo é conhecido pelo pura ( templo hindu balinês) ali existente, chamado Pura Tanah Lot (literalmente Templo de Tanah Lot), um local de peregrinação que também é muito popular entre os turistas e uma das imagens icónicas do Bali.

## Templo de Tanah Lot
Tanah Lot significa "terra no mar" em balinês. O templo situa-se no kabupaten (regência) de Tabanan, cerca de 20 km a noroeste de Dempassar, num grande rochedo que a erosão provocada pelo mar esculpiu ao longo de milénios.
Segundo a tradição, o pura (templo) foi construído no século XVI por Dang Hyang Nirartha (também conhecido como Pedanda Shakti Wawu Rauh), o fundador do sacerdócio xivaíta no Bali. Durante as suas viagens ao longo da costa meridional do Bali, ele avistou a bela paisagem do ilhéu rochoso e ali descansou. Alguns pescadores avistaram-no e levaram-lhe presentes. Nirartha passou depois a noite no ilhéu e mais tarde falou com os pescadores e disse-lhes que construíssem um templo no rochedo, pois tinha sentido que devia ser um lugar sagrado para adoração dos deuses do mar pelos balineses.
A principal divindade do templo é Dewa Baruna, também chamado Bhatara Segara, um deus ou poder do mar, mas atualmente Nirartha também é adorado no templo. Além das influências da mitologia local, o templo apresenta também influências significativas do hinduísmo. O templo faz parte da  mitologia balinesa e é um dos sete templo do mar das costas do Bali. De cada um desses templos é possível avistar o seguinte, formando uma cadeia ao longo da costa sudoeste da ilha.
Acredita-se que as serpentes marinhas venenosas que vivem na base da ilha rochosa protegem o templo dos espíritos malignos e intrusos. Supostamente, o templo é protegido por uma serpente gigante que foi criada a partir do selendang (uma espécie de cinturão) de Nirartha quando ele esteve na ilha.

### Restauro
Em 1980, as escarpas rochosas onde se ergue o templo começaram a ruir e a área interior e em volta do templo começou a ser perigosa para os visitantes. O governo japonês concedeu um empréstimo ao governo indonésio de 800 mil milhões * de rupias (aproximadamente 130 milhões de dólares US$) para obras de conservação do Pura Tanah Lot e de outros monumentos históricos do Bali. Em resultado das obras, um terço da "rocha" de Tanah Lot é atualmente rocha artificial.

## Turismo
A área que conduz a Tanah Lot está muito comercializada e os visitantes têm que pagar para entrar. Antes de chegarem ao templo, os visitantes atravessam uma espécie de mercado de lojas de recordações, que cobrem ambos os lados do caminho até ao mar. Nas falésias em frente ao rochedo há vários restaurantes para turistas.